# العلاقات التشيلية الكوبية
العلاقات التشيلية الكوبية هي العلاقات الثنائية التي تجمع بين تشيلي وكوبا.

## مقارنة بين البلدين
هذه مقارنة عامة ومرجعية للدولتين:
| وجه المقارنة                                              | تشيلي                         | كوبا                              |
| --------------------------------------------------------- | ----------------------------- | --------------------------------- |
| المساحة (كم2)                                             | 756.10 ألف                    | 109.88 ألف                        |
| عدد السكان (نسمة)                                         | 17.37 مليون                   | 11.48 مليون                       |
| الكثافة السكانية (ن./كم²)                                 | 22.97                         | 104.48                            |
| العاصمة                                                   | سانتياغو                      | هافانا                            |
| اللغة الرسمية                                             | اللغة الإسبانية               | اللغة الإسبانية                   |
| العملة                                                    | بيزو تشيلي، وحدة حساب تشيلية ‏ | بيزو كوبي، بيزو كوبي قابل للتحويل |
| الناتج المحلي الإجمالي (بليون دولار)                      | 277.08 مليار                  | 87.13 مليار                       |
| الناتج المحلي الإجمالي (تعادل القوة الشرائية) بليون دولار | 419.39 مليار                  |                                   |
| الناتج المحلي الإجمالي الاسمي للفرد دولار أمريكي          | 13.42 ألف                     |                                   |
| الناتج المحلي الإجمالي للفرد دولار أمريكي                 | 22.07 ألف                     |                                   |
| مؤشر التنمية البشرية                                      | 0.832                         | 0.769                             |
| رمز المكالمات الدولي                                      | +56                           | +53                               |
| رمز الإنترنت                                              | .cl                           | .cu                               |
| المنطقة الزمنية                                           | 00، 00، 00، 00                | 00                                |

## منظمات دولية مشتركة
يشترك البلدان في عضوية مجموعة من المنظمات الدولية، منها:
| علم المنظمة | اسم المنظمة                                                          | تاريخ انضمام تشيلي | تاريخ انضمام كوبا |
| ----------- | -------------------------------------------------------------------- | ------------------ | ----------------- |
|             | يونسكو                                                               | 7 يوليو 1953       | 29 أغسطس 1947     |
|             | منظمة حظر الأسلحة الكيميائية                                         | ?                  | ?                 |
|             | منظمة التجارة العالمية                                               | ?                  | ?                 |
|             | وكالة حظر الأسلحة النووية في أمريكا اللاتينية ومنطقة البحر الكاريبي ‏ | ?                  | ?                 |
|             | الاتحاد البريدي العالمي                                              | ?                  | ?                 |
|             | منظمة الشرطة الجنائية الدولية                                        | ?                  | ?                 |
|             | الأمم المتحدة                                                        | 24 أكتوبر 1945     | 24 أكتوبر 1945    |
|             | الاتحاد الدولي للاتصالات                                             | 1908               | 16 يناير 1918     |
|             | المنظمة الهيدروغرافية الدولية                                        | ?                  | ?                 |

## وصلات خارجية
- موقع وزارة الخارجية التشيلية
- موقع وزارة الخارجية الكوبية